# Patinage de vitesse
Vous lisez un « bon article » labellisé en 2019.
Le patinage de vitesse est un sport de glisse sur glace. Il naît aux Pays-Bas au XIIIe siècle et devient olympique en 1924.
En patinage de vitesse, deux patineurs font la course en même temps sur une piste en forme d'anneau, de 400 m de circonférence au centre de la piste et délimitée par des plots en plastique. Chaque concurrent a sa propre ligne, et les patineurs échangent leur ligne dans chaque deuxième ligne droite, alternant les virages à l'intérieur et à l'extérieur. Les cinq distances principales sont le 500 m, 1 000 m, 1 500 m, 5 000 m et 10 000 m. Les Pays-Bas et les pays scandinaves sont historiquement les meilleures régions de la discipline en compétition.
La première compétition connue de la discipline est organisée en 1676 aux Pays-Bas. La première compétition officielle a lieu en 1863 à Oslo, en Norvège. Les premiers championnats du monde ont lieu en 1889 aux Pays-Bas. L'Union internationale de patinage, fondée en 1892, intègre la discipline dès sa création.
Le calendrier des compétitions est rythmé par les coupes du monde, étalées sur toute la saison sauf pendant les années olympiques où elles servent de qualifications et s'arrêtent en fin d'année civile. Les deux compétitions principales sont les championnats du monde, organisés chaque année en fin de saison (mars ou avril), et les Jeux olympiques.

## Historique

### Origines
Le patinage de vitesse sert d'abord à des fins utilitaires au XIIIe siècle en Hollande[réf. nécessaire]. Les premiers clubs et patinoires artificielles sont créés au Royaume-Uni[Quand ?] et le tout premier club est celui d'Édimbourg. En 1849, le premier club américain naît à Philadelphie.

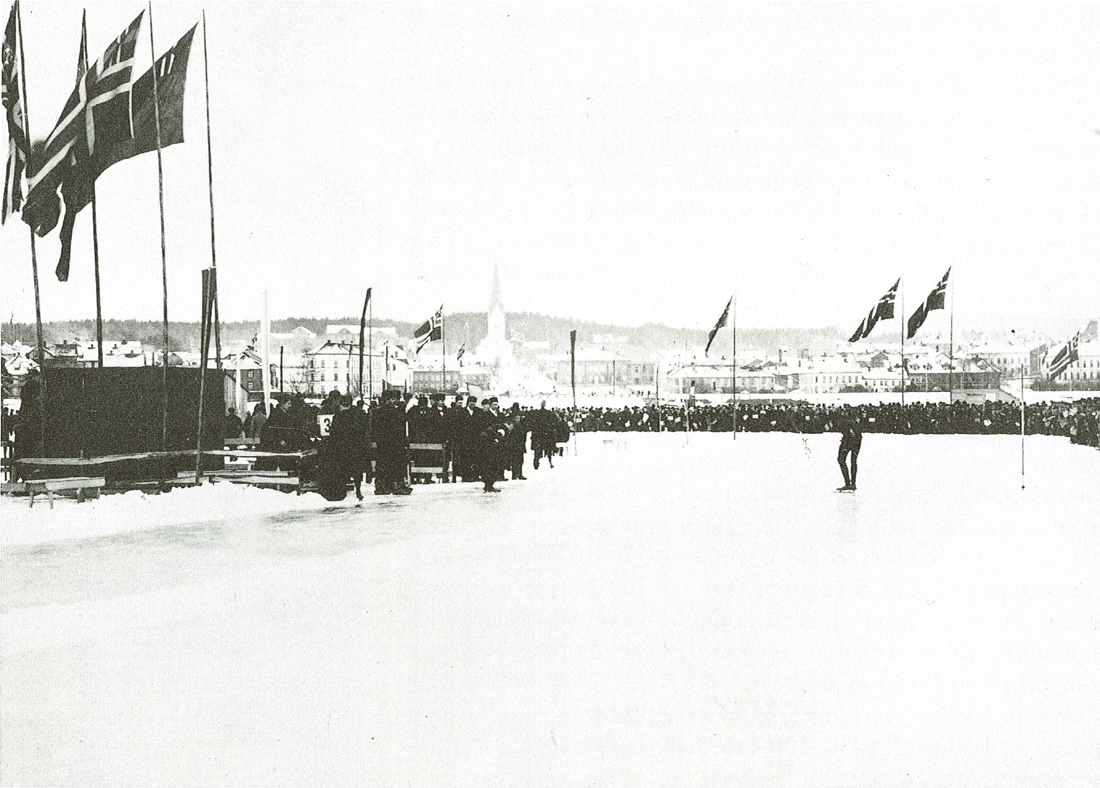
Les championnats d'Europe de patinage de vitesse, tenus à Hamar en 1894.

La première compétition connue se déroule probablement en 1676 aux Pays-Bas. Selon d'autres sources, la première course, d'une vingtaine de kilomètres, se tient aux Fens en Écosse le 4 février 1793. La première compétition officielle de patinage de vitesse, qui rassemble plus de dix mille spectateurs, a lieu en 1863 à Oslo. En 1882, la première fédération nationale, la Nederlandse Schaatsrijderbond, est fondée. Elle organise les championnats du monde de 1890 et 1891.
En 1884, le Norvégien Axel Paulsen, plus connu pour avoir inventé l'axel en patinage artistique, est sacré champion du monde amateur après avoir gagné plusieurs compétitions aux États-Unis. Cinq ans plus tard, les Pays-Bas organisent les premiers véritables championnats du monde à Amsterdam : cette compétition voit s'affronter les athlètes néerlandais, russes, américains et britanniques.

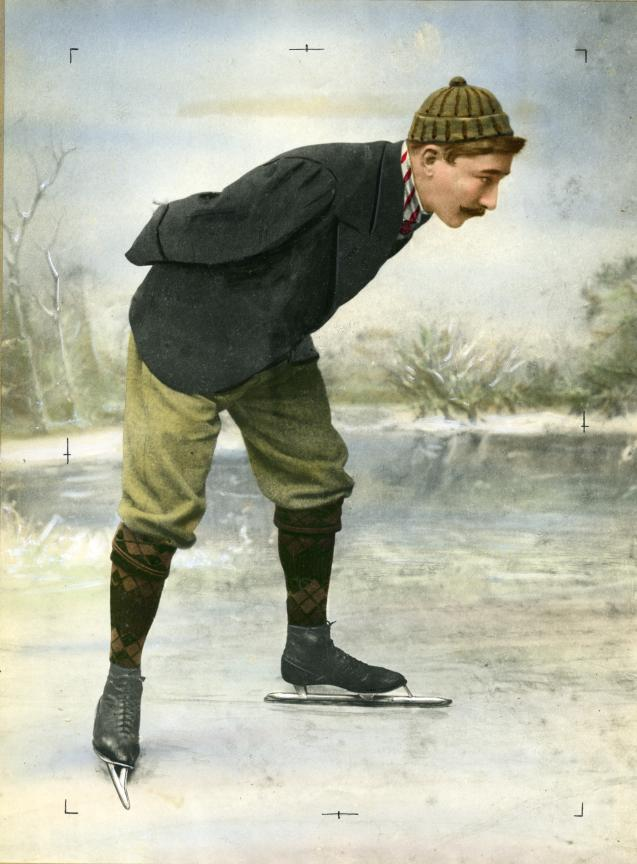
Le Néerlandais Jaap Eden, patineur de vitesse dans les années 1920.

Les records du monde commencent à être enregistrés en 1891. Jaap Eden bat le record du monde du 5 000 m d'une demi-minute aux championnats d'Europe tenus à Hamar en 1894, et son record reste intact pendant 17 ans. Il faudra attendre 50 années  supplémentaires pour gagner encore 30 secondes.
En 1892, quinze représentants nationaux de la discipline se retrouvent à Schéveningue et fondent l'Union internationale de patinage. Ils réglementent la longueur des anneaux de glace ainsi que les distances des championnats du monde. Le règlement stipule que seuls les amateurs sont autorisés à concourir : en 1904, Peter Sinnerud perd son titre de champion du monde parce qu'il a participé à des courses pour professionnels lors d'un voyage aux États-Unis.

### Essor du patinage de vitesse
Le patinage de vitesse est l'une de six disciplines représentées à chaque édition des Jeux olympiques jusqu'en 2018.

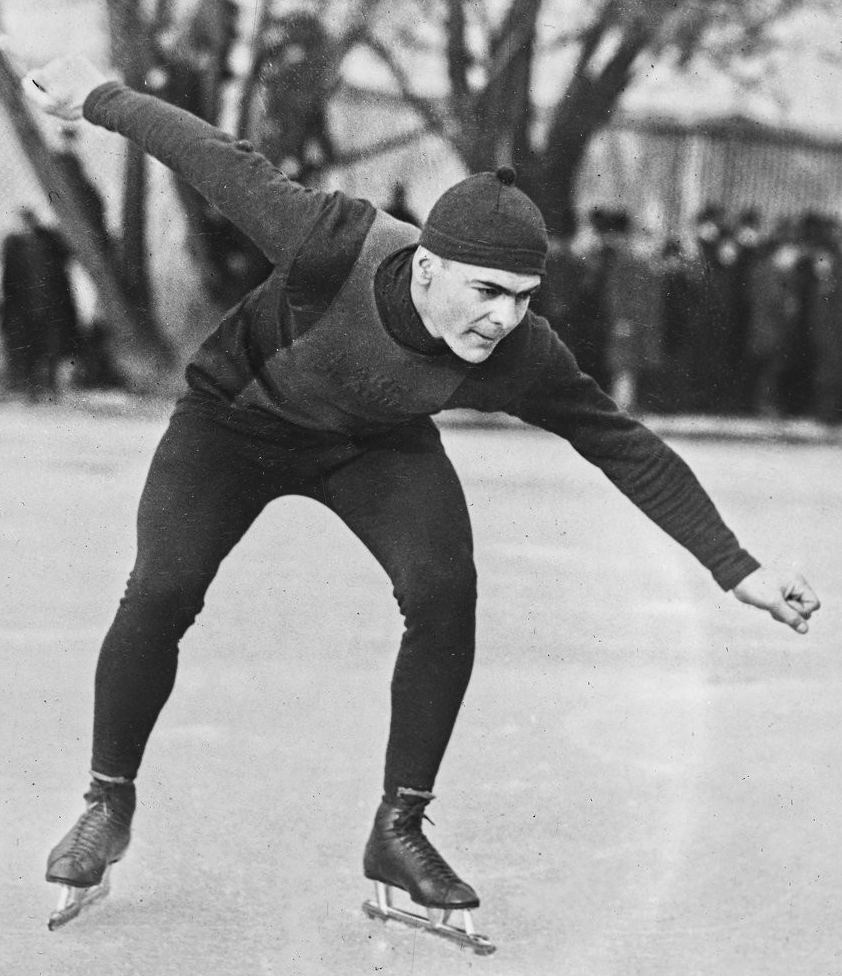
Le patineur de vitesse américain Charles Jewtraw en 1921. En 1924, il devient le premier médaillé olympique de patinage de vitesse.

Il se dispute dès les premiers Jeux olympiques d'hiver à Chamonix, en 1924. L'épreuve est d'abord exclusivement masculine. Les hommes y disputent le 500 m, le 1 500 m, le 5 000 m et le 10 000 m. La première médaille olympique de l'histoire de la discipline est obtenue par Charles Jewtraw, qui remporte le 500 m en 44 s le 26 janvier.
Quatre ans plus tard, à Saint-Moritz, le Finlandais Clas Thunberg compte à présent sept médailles, dont cinq d'or, réparties en deux Jeux olympiques.
Aux Jeux de Lake Placid, en 1932, les femmes américaines et canadiennes sont autorisées à participer aux épreuves de patinage de vitesse en démonstration. Les Américains organisent la compétition selon les règles américaines, c'est-à-dire avec un départ groupé de six personnes. De nombreux concurrents boycottent ce système auquel ils ne sont pas entraînés, et les Américains remportent dix des douze médailles d'or. Ce système de départ groupé devient la règle dans la pratique du patinage de vitesse sur piste courte.
En 1936 à Garmisch-Partenkirschen, le Norvégien Ivar Ballangrud remporte toutes les distances sauf le 1 500 m où il arrive deuxième. Il est le patineur le plus médaillé de cette édition des Jeux, tous sports confondus.
En 1946 à Saint-Moritz, le grand favori du 5 000 m Åke Seyffarth est gêné par un photographe français venu s'installer sur l'anneau dans son dernier tour et finit en septième position de la compétition. Les Norvégiens Reidar Liaklev and Odd Lundberg réalisent un doublé.
À Oslo, en 1952, Hjalmar Andersen remporte trois médailles d'or, ce qui en fait le sportif le plus médaillé de ces jeux. Au 10 000 m, il a 25 secondes d'avance sur son dauphin, ce qui constitue la plus grande avance de l'histoire de la discipline aux Jeux olympiques.
En 1956 à Cortina d'Ampezzo, Evgueni Grichine remporte le 500 m ainsi qu'à l'édition suivante. Il est également à égalité pour la première place au 1 500 m avec Roald Aas et le sera encore en 1960 avec une égalité pour l'or sur la même distance avec Yuri Mikhaylov.

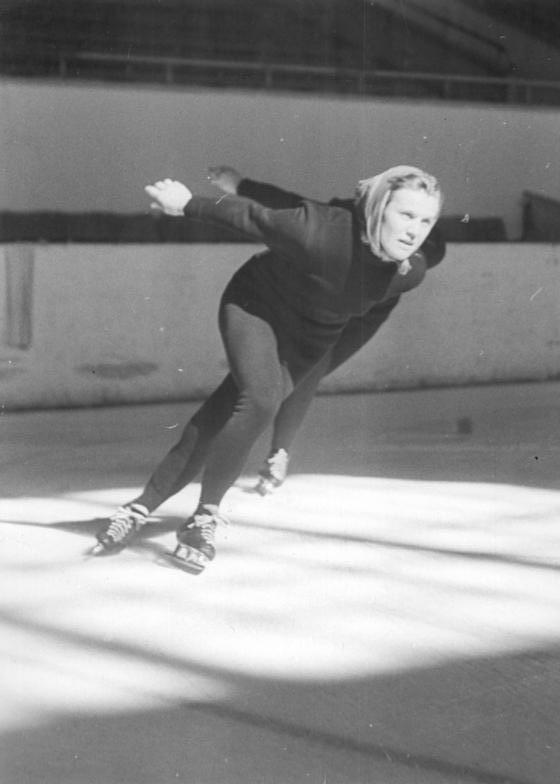
La patineuse de vitesse allemande Helga Haase. En 1960, elle devient la première femme médaillée olympique de patinage de vitesse.

Aux Jeux olympiques de Squaw Valley, en 1960, les épreuves féminines sont ajoutées au programme olympique : elles s'affrontent sur 500 m, 1 000 m, 1 500 m et 3 000 m. La première médaillée de l'histoire est l'Allemande Helga Haase au 500 mètres.
La Soviétique Lidia Skoblikova remporte les quatre distances des Jeux olympiques de 1964 à Innsbruck. Avec les deux ors remportés quatre ans plus tôt, elle devient la patineuse la plus titrée aux Jeux olympiques.
L'année 1968 voit poindre les Pays-Bas, jusque-là discrets aux Jeux olympiques, avec une première victoire olympique par Carolina Geijssen, puis deux autres par Kees Verkerk et Johanna Schut.
En 1972, les Jeux olympiques voient apparaître les premiers chronomètres électroniques qui permettent de mesurer les temps au centième de seconde plutôt qu'au dixième de seconde. Les Néerlandais remportent neuf médailles dont trois médailles d'or pour Ard Schenk.
En 1976 à Innsbruck, le comité international olympique ajoute le 1 000 mètres masculin au programme. La distance est remportée par l'Américain Peter Mueller. L'Américaine Sheila Young remporte le 500 mètres, prend l'argent au 1 500 mètres et le bronze au 1 000 mètres et devient la première sportive américaine à remporter trois médailles en une seule olympiade.
En 1980, l'Américain Eric Heiden remporte les cinq distances masculines à Lake Placid, devenant le premier athlète de l'histoire olympique à remporter cinq titres en une olympiade.
En 1984 à Sarajevo, neuf des douze médailles sont remportées par l'équipe d'Allemagne de l'Est. Karin Enke remporte deux médailles d'or et deux d'argent, soit une médaille par distance.
En 1988 à Calgary, Christa Luding devient la seule athlète de l'histoire à remporter une médaille aux Jeux olympiques d'hiver et d'été la même année, en remportant d'abord le 1 000 m en patinage de vitesse puis l'épreuve de sprint de cyclisme sur piste. Le programme voit l'ajout du 5 000 mètres féminin, remporté par Yvonne van Gennip qui gagne également le 1 500 mètres et le 3 000 mètres.

### Ère des patins clap
En 1992 à Albertville, le patinage de vitesse sur piste courte est ajouté au programme. Bonnie Blair, qui a commencé sa carrière sur piste courte, participe au patinage de vitesse, où elle remporte deux médailles d'or, pour un total de trois médailles après avoir remporté le 500 mètres à Calgary. Elle remporte la distance pour la troisième fois consécutive en 1994, en plus du 1 000 mètres, ce qui porte le total à six médailles dont cinq d'or.
En 1994, Dan Jansen remporte le 1 000 mètres en battant le record du monde. En 1988, venant d'apprendre le décès de sa sœur, il réalise une contre-performance. En 1992, il rate à nouveau le podium : sa victoire de 1994 lui vaut une forte notoriété, d'autant plus qu'il effectue son tour d'honneur avec sa fille de huit mois qui porte le nom de sa sœur décédée, Jane.
Dans les années 1990, un nouveau concept de patins et de lames, appelé patin clap, révolutionne la pratique du sport. Des chercheurs de l'Université libre d'Amsterdam étudient la possibilité d'augmenter la vitesse des patineurs avec une meilleure extension de leur jambe. En effet, les athlètes perdent beaucoup de force et raccourcissent leur geste de poussée pour éviter que la pointe de la lame ne s'enfonce dans la glace, facteur de chute. Par ailleurs, ils sont victimes de douleurs intenses aux muscles du tibia en raison de leur geste interrompu. Les recherches continuent jusqu'en 1996, date à laquelle l'université conçoit le patin clap dont la lame est reliée à la chaussure au moyen d'une charnière à l'avant. Si le premier prototype est utilisé dès 1984, c'est en 1996 que les sportifs de haut niveau commencent à s'intéresser au produit final. Pendant la saison 1996/1997, l'équipe féminine néerlandaise se met à l'utilisation exclusive de patins clap et voit ses résultats s'améliorer significativement. Les Jeux olympiques de Nagano, en 1998, sont les premiers à autoriser ces nouveaux patins, ce qui permet un nouveau record du monde dans cinq distances. Le record est battu trois fois pour le 1 500 mètres.
En 2002 à Salt Lake City, les athlètes battent tous les records olympiques et huit records du monde sur le Utah Olympic Oval. Cet anneau de glace est surnommé « la glace la plus rapide du monde » en raison de son altitude élevée qui réduit la résistance de l'air et la présence de bulles dans la glace. L'Allemande Claudia Pechstein remporte le 5 000 mètres pour la troisième fois d'affilée, ainsi que le 3 000 mètres, et bat le record du monde dans les deux distances. En 2006 à Turin, elle arrive à un total de neuf médailles dont cinq d'or.
En 2006, la poursuite par équipe rejoint le programme olympique. Évoluant à domicile, les Italiens gagnent leurs premières médailles. Enrico Fabris gagne l'or au 1 500 mètres et le bronze au 5 000 mètres et mène son équipe à l'or sur l'épreuve de poursuite par équipes. Les Allemandes remportent l'épreuve féminine.
À Vancouver en 2010, l'anneau de glace est situé à basse altitude et dans une atmosphère humide, ce qui affecte la qualité de la glace : aucun record du monde n'est battu. Le Letton Haralds Silovs devient le premier sportif olympique à participer aux épreuves de deux disciplines le même jour : d'abord le 5 000 mètres sur piste longue puis le 1 500 mètres sur piste courte. Martina Sáblíková gagne deux médailles d'or et une de bronze, ce qui en fait la première athlète tchèque médaillée d'or deux fois aux mêmes Jeux olympiques d'hiver. Les Canadiens remportent cinq médailles dont deux d'or. Les Néerlandais restent les athlètes les plus titrés malgré une contre-performance du grand favori Sven Kramer, censé remporter trois distances mais qui repart avec deux médailles dont une d'or : les Néerlandais se contentent du bronze à la poursuite par équipe et le favori est disqualifié au 10 000 mètres en raison d'une erreur d'instructions de son entraîneur.
Les Néerlandais remportent huit des douze médailles d'or des Jeux olympiques de Sotchi en 2014, et un total de 23 médailles : le deuxième pays au tableau des médailles est la Pologne avec trois médailles. Sven Kramer remporte trois médailles dont deux d'or tandis qu'Ireen Wüst remporte cinq médailles, le record tous sports confondus de cette olympiade. Zhang Hong devient la première patineuse de vitesse chinoise médaillée d'or et le Polonais Zbigniew Bródka est le seul homme médaillé d'or qui ne soit pas néerlandais, battant Koen Verweij de 3 millièmes de secondes au 1 500 mètres.
Aux championnats du monde de 2015, la mass start est disputée pour la première fois. Quelques mois plus tard, elle est ajoutée au programme olympique de 2018 aux côtés du double mixte en curling, de l'épreuve par équipes mixte en ski alpin et du big air en snowboard. Vingt-quatre athlètes prennent le départ en même temps : le podium dépend de l'arrivée mais le classement à partir de la quatrième place dépend de points de sprint obtenus tous les quatre tours de piste.

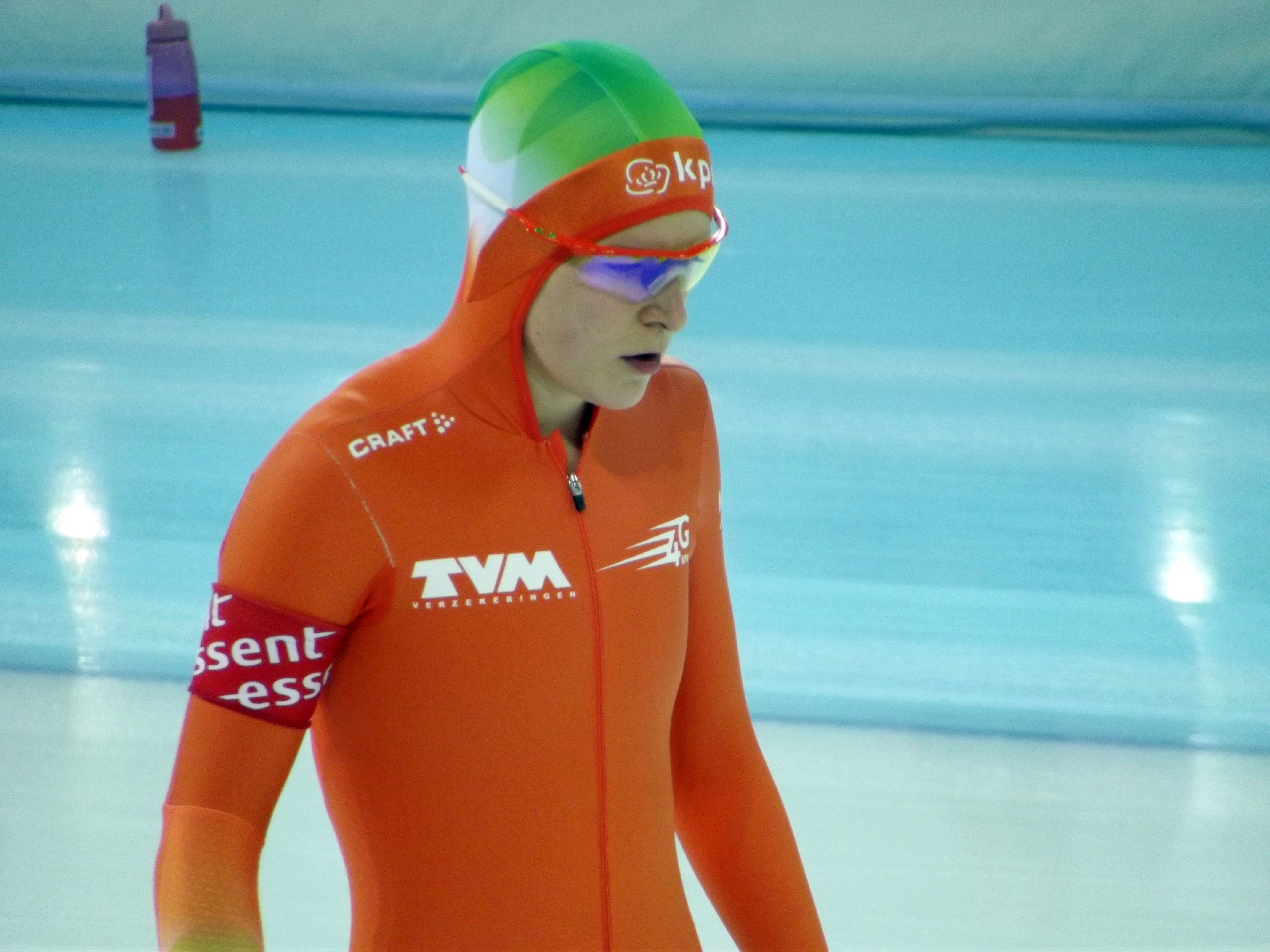
Ireen Wüst, onze fois médaillée olympique dont cinq fois titrée, au départ d'une course.

En 2018, le départ groupé sur 6 400 mètres est ajouté au programme olympique. La course est remportée par Nana Takagi chez les femmes et Lee Seung-hoon chez les hommes. Les Néerlandais remportent seize médailles dont sept d'or et Ireen Wüst devient la patineuse la plus médaillée et la Néerlandaise la plus titrée tous sports confondus avec un total de onze médailles dont cinq d'or. Le Japon, deuxième au classement par pays avec six médailles dont trois d'or, se démarque pour la première fois. Les femmes néerlandaises constituent l'intégralité du podium du 3 000 mètres. Jorien ter Mors devient la première femme à remporter une médaille dans deux sports à la même olympiade : le 1 000 mètres en patinage de vitesse qu'elle remporte puis le relais du 3 000 mètres en patinage de vitesse sur piste courte, où l'équipe prend le bronze en battant le record du monde.

## Épreuves

### Distances simples
Le principe le plus simple et le plus répandu est de courir chaque distance une seule fois, puis d'établir un classement final basé sur le temps obtenu. Ce format est retenu pour les championnats du monde, la coupe du monde et les Jeux olympiques. Les distances habituelles sont le 500 m, 1 000 m, 1 500 m, 3 000 m (pour les femmes seulement), 5 000 et 10 000 m (pour les hommes seulement). Leurs temps sont mesurés au centième de seconde près.
Au 500 mètres, les deux patineurs démarrent sur la même ligne pour 1,25 tour. La course se termine en fin de ligne droite. Au 1 000 mètres, ils démarrent sur des lignes différentes et parcourent 2,5 tours. La course se termine en milieu de ligne droite. Au 1 500 mètres, ils démarrent sur des lignes différentes, parcourent 3,75 tours et la course se termine en fin de ligne droite. Au 3 000 mètres, les deux patineuses démarrent sur des lignes différentes, parcourent 7,5 tours et la course se termine en fin de ligne droite. L'épreuve n'est disputée que par les femmes. Au 5 000 mètres, ils démarrent sur des lignes différentes, parcourent 12,5 tours et la course se termine en fin de ligne droite. Au 10 000 mètres, ils démarrent sur des lignes différentes, parcourent 25 tours et la course se termine en fin de ligne droite. L'épreuve n'est disputée que par les hommes.
Il existe également d'autres formats comme le 100 m ou le mille.

### Mass start
Le départ groupé ou mass start se joue sur 6 400 mètres, soit seize tours de piste. Vingt-quatre patineurs prennent le départ en même temps : le podium dépend de l'arrivée, mais le classement à partir de la quatrième place dépend de points de sprint obtenus tous les quatre tours de piste. Les concurrents choisissent donc de sprinter tous les quatre tours pour gagner des points et être bien classés ou de préserver leurs forces pour viser une médaille au sprint final. Au mass start, les vingt-quatre athlètes démarrent sur la même ligne. La course se termine en fin de ligne droite.

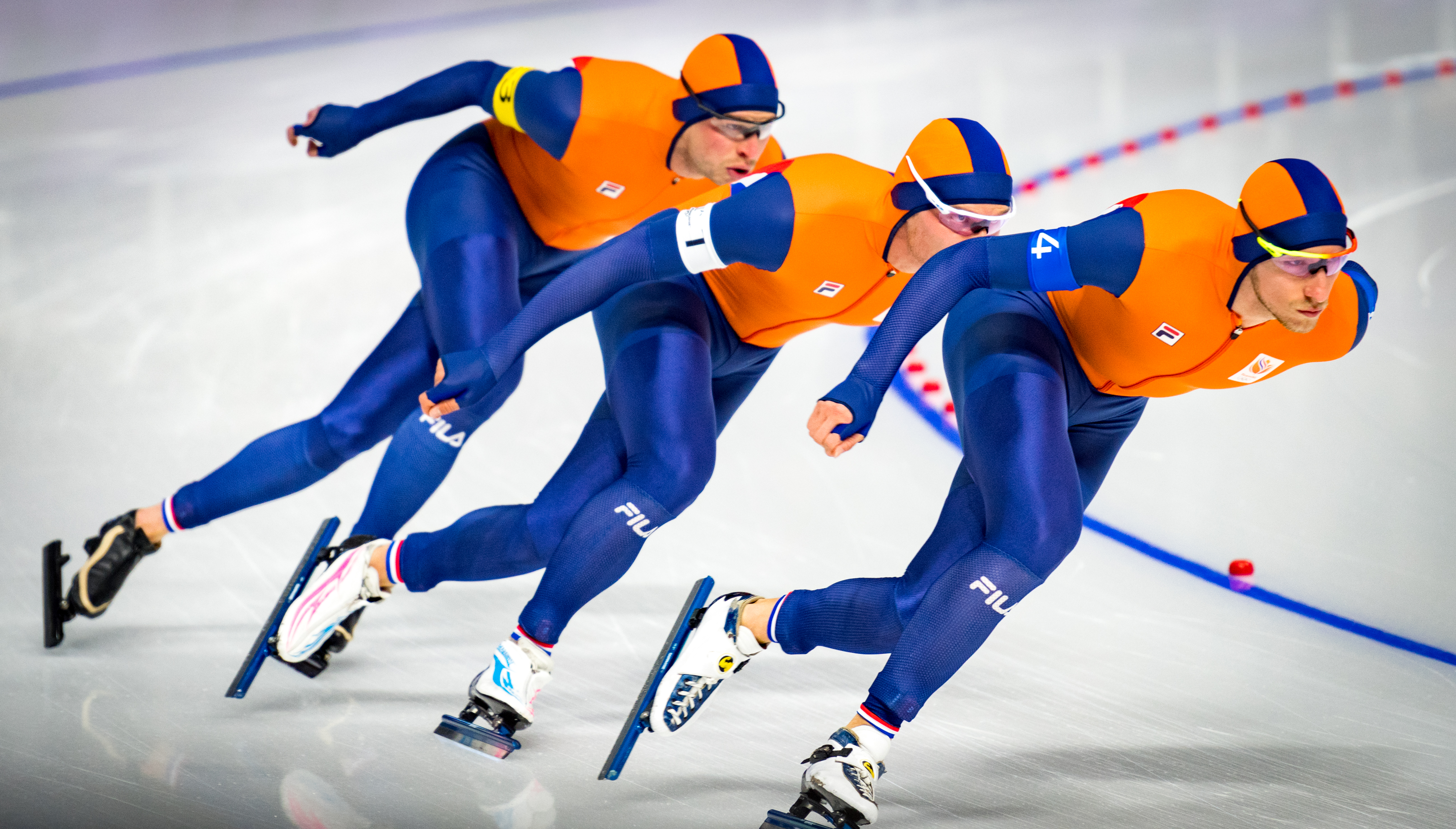
L'équipe néerlandaise de poursuite aux Jeux olympiques de Pyeongchang.

### Poursuite par équipes
Lors de la poursuite, chaque équipe part d'un côté de la piste. La course se termine en milieu de ligne droite. Les femmes parcourent 6 tours, soit 2 400 mètres, et les hommes 8 tours soit 3 200 mètres.
Aux compétitions internationales (championnats du monde et coupe du monde), la compétition se fait en contre la montre, comme les distances individuelles. Le format olympique, lui, est différent : il fonctionne par élimination simple en quart de finale, demi-finale et finale, l'équipe gagnante de la course avançant au deuxième tour. Seul le couloir intérieur est utilisé. Une course est gagnée quand le troisième patineur d'une équipe passe la ligne d'arrivée avant le troisième de l'autre équipe, ou si le premier d'une équipe dépasse le troisième de l'équipe suivante (ayant donc pris un demi-tour d'avance). Les patineurs doivent rester en peloton : l'athlète en tête de file ne peut pas se détacher en sprint et le dernier ne doit pas être laissé à la traîne.

### Marathon

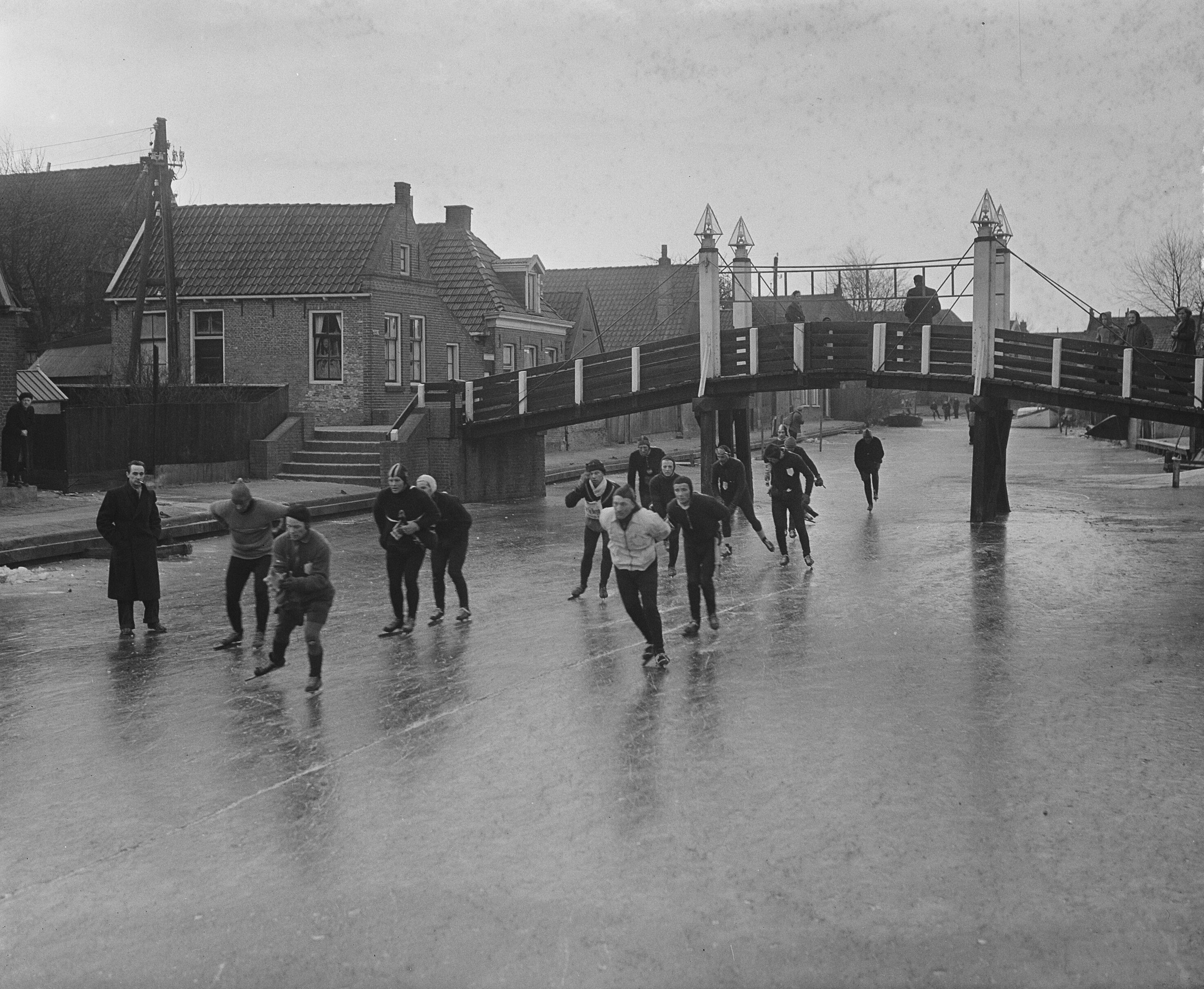
En 1954, des participants à l'Elfstedentocht.

Les sportifs partent tous en même temps sur la même ligne. Ils disputent des distances supérieures à 40 kilomètres. La distance classique en patinoire couverte est de quarante kilomètres, mais les circuits peuvent être beaucoup plus longs en extérieur.
La course la plus célèbre est l'Elfstedentocht ou Trophée des Onze Villes aux Pays-Bas. Elle fait une boucle de près de 200 kilomètres en passant par Sneek, IJlst, Sloten, Stavoren, Hindeloopen, Workum, Bolsward, Harlingen, Franeker, Dokkum, avec le départ et l'arrivée à Leeuwarden. La course ne se tient que si toutes les rivières et tous les canaux sont gelés sur une épaisseur de plus de 15 centimètres, ce qui la rend exceptionnelle et elle attire environ 15 000 patineurs. En raison des critères de gel, la dernière édition a lieu en 1997, sans autre édition dans les deux décennies qui suivent, et quinze fois en tout entre 1909 et 1997.

## Déroulement des compétitions

### Format
Le format simples distances est le plus courant et le plus simple. Chaque course est disputée une fois par personne en contre-la-montre, avec deux concurrents s'élançant simultanément. Le classement final est établi sur la base du temps effectué.
Le format combiné est plus ancien et plus complexe. Les patineurs courent quatre distances et leur rang est compté sur les temps parcourus sur des différentes distances. La méthode de calcul est la même pour toutes les courses : tous les temps sont ramenés au temps moyen du 500 mètres. Par exemple, si le coureur fait 40 secondes à l'épreuve de 500 m, il obtient 40 points, s'il fait 120 secondes à l'épreuve du 1 500 mètres (3 × 500 mètres), il obtiendra de nouveau 40 points. Les points sont calculés jusqu'à la troisième décimale. C'est le coureur qui obtient le moins de points qui remporte l'épreuve générale. Ce système est appelé Samalog.

### Compétitions principales
L'Union internationale de patinage organise un circuit annuel de coupe du monde. À chaque étape, des points sont attribués aux patineurs en fonction de leur classement, pour chaque distance et par équipe. Un classement annuel est mis en place. Les points accumulés servent de qualifications aux championnats du monde, aux championnats d'Europe et aux Jeux olympiques.
Aux championnats du monde simple distance, les sportifs s'affrontent sur chaque distance une fois en individuel, au départ groupé et en poursuite par équipes. Le classement final de chaque distance se fait au temps obtenu. Aux championnats du monde toutes épreuves, les mêmes distances sont représentées en individuel mais il n'y a ni poursuite par équipe, ni départ groupé. Le classement s'appuie sur la vitesse moyenne obtenue sur l'ensemble des épreuves disputées. Aux championnats du monde de sprint, le 500 m et le 1 000 m sont disputés deux fois par athlète.
Chaque pays membre de l'Union internationale de patinage peut inscrire trois participants par distance, sauf sur le départ groupé et sur les distances d'endurance (5 000 m et 10 000 m) où les pays n'ont que deux places. En tout, un championnat du monde permet à 24 patineurs de chaque sexe de participer sur les distances de sprint et le départ groupé, 20 patineurs sur le 3 000 m féminin et le 5 000 m masculin, et 12 par distance d'endurance. En poursuite par équipes, 8 équipes par sexe peuvent participer. La qualification se fait à la fois sur la base des points obtenus en coupe du monde et sur les meilleurs temps effectués en coupe du monde.
Les championnats du monde se tiennent chaque année. De 1889 à 1893, ils se font au combiné, avec un classement général. En 1893, les championnats du monde toutes épreuves sont organisés et conservent un classement général. En 1970, l'Union internationale de patinage crée des championnats du monde de sprint. En 1996, la fédération internationale crée les championnats du monde simple distance. Les trois différents championnats du monde se tiennent chaque année jusqu'en 2019. Pour la saison 2019-2020, la fédération annonce vouloir fusionner les trois événements en une seule compétition annuelle tenue fin février. La saison suivante, elle annonce vouloir rendre les championnats du monde toutes épreuves bi-annuels au lieu d'annuels en raison de leur popularité décroissante. Parce qu'ils se tiennent tous les ans depuis la fin du dix-neuvième siècle, des protestations s'élèvent.
La discipline figure au programme officiel depuis les Jeux olympiques d'hiver de 1924 à Chamonix pour les hommes et depuis les Jeux olympiques d'hiver de 1960 à Squaw Valley pour les femmes. On y dispute les cinq distances individuelles classiques, le départ groupé et la poursuite par équipes. Pour les distances individuelles, les paires sont tirées au sort au sein de quatre groupes. Les groupes s'appuient sur les classements et temps effectués en Coupe du monde. Le Groupe 1 a les huit meilleurs patineurs de la distance, le groupe 2 les huit suivants, et ainsi de suite jusqu'au groupe 4. Sur les épreuves d'endurance (10 000 mètres masculin et 5 000 mètres féminin), il y a moins de participants et les groupes comprennent quatre compétiteurs. La compétition commence par le groupe 4, les meilleurs patineurs passant dans le dernier groupe.
Les championnats d'Europe sont annuels mais le format toutes épreuves et le format simple distance sont alternés chaque année. Les saisons avant et après les Jeux olympiques se courent en toutes épreuves et sprint tandis que la saison olympique et la saison restante se disputent en simple distance. Les qualifications sont les mêmes qu'en championnats du monde, mais comme le même nombre de patineurs est conservé, elles permettent à des athlètes de niveau moins élevé de participer à la compétition.

## Règlement

### Piste

Dimensions standard d'un anneau de glace.

Une piste de patinage de vitesse, souvent nommée anneau de glace, est une piste oblongue à deux couloirs et à deux virages de 180°. Le rayon de l'intérieur du virage doit faire entre 25 et 26 mètres. Les couloirs font 4 mètres de large, et à la fin de la ligne droite sans ligne d'arrivée il y a un espace de croisement où les patineurs échangent les couloirs. Ce changement s'effectue à chaque tour et il revient au sportif qui passe à l'extérieur d'éviter une collision, sous peine de disqualification pour « Charge ».
Pour les compétitions internationales, la piste doit faire 400 m de longueur avec un troisième couloir d'échauffement en intérieur de piste et qui mesure lui aussi 4 mètres de large. Pour les compétitions olympiques la piste est obligatoirement en intérieur. En raison du rayon variable de l'intérieur des virages, les lignes droites peuvent présenter des longueurs différentes, allant de 113,57 mètres pour le virage le plus grand à 100,43 mètres pour le virage le plus court. Pour les anneaux de glace n'accueillant pas de compétitions de l'Union internationale de patinage les dimensions peuvent être réduites jusqu'à 200 m de longueur avec un rayon de virage de 15 m et des couloirs de 2 m de largeur.
Les couloirs sont marqués par des plots en caoutchouc et des lignes peintes sous la glace en intérieur. En extérieur, les plots en plastique peuvent être remplacés par de la neige. La ligne peinte doit mesurer cinq centimètres de largeur et être visible sur toute la longueur de l'anneau. Les plots, quant à eux, ne dépassent pas cinq centimètres de haut, en dehors d'un cône de 20 à 25 centimètres de haut pour marquer le début du virage. Dans les quinze premiers mètres du virage, les plots sont espacés de 50 centimètres, dans la seconde moitié de 2 mètres. Si la ligne peinte n'est pas assez visible, les organisateurs d'une compétition peuvent ajouter des plots espacés de dix mètres dans les lignes droites également.
Les entraîneurs doivent rester à proximité de la zone de croisement, en extérieur de piste. Les lignes d'arrivée et de départ sont marquées par de la peinture sous la glace.
Pour la protection des patineurs, un obstacle doit être mis en place autour de la piste afin d'arrêter une éventuelle chute. En extérieur, il peut s'agir d'un muret en neige. En intérieur, on utilise des matelas amovibles d'au moins 80 cm de hauteur et 30 cm d'épaisseur à l'extérieur de la piste, le double en compétition de l'Union internationale de patinage ou aux Jeux olympiques. À l'intérieur de la piste, tout objet à moins de trois mètres de l'intérieur du premier couloir doit être entouré d'un matelas.

### Fautes
Un patineur peut être disqualifié pour plusieurs raisons. Il peut avoir gêné l'autre, déplacé[Quoi ?] ou patiné à l'intérieur des marqueurs de sa piste, ou avoir mis une personne en danger. D'autres fautes s'appuient sur son comportement : se moquer d'un adversaire, ne pas donner son maximum, retarder le départ d'une course ou manquer de fair-play sont des fautes éliminatoires. En cas de disqualification pour faute, un patineur ne peut plus participer à la compétition, y compris sur les autres distances. Le deuxième faux départ d'une course est éliminatoire.
Le motif de disqualification le plus répandu est en rapport avec les couloirs : un athlète qui ne change pas de couloir quand il le devrait ou qui entre en collision avec le patineur venant à l'intérieur est disqualifié. Cependant, un compétiteur qui changerait de couloir à cause d'une chute et reviendrait immédiatement dans son couloir ne serait pas disqualifié. De même, un sportif obligé de rester dans son couloir plus longtemps que prévu pour éviter une collision avec son concurrent n'est pas sanctionné.
En dehors d'une course par équipes, il est interdit de se mettre à la même vitesse que l'autre compétiteur : cette tactique est considérée comme étant de la triche qui aide indirectement l'autre concurrent à améliorer son temps. La lame avant doit être posée au sol à l'arrivée sous peine de disqualification.

### Officiels

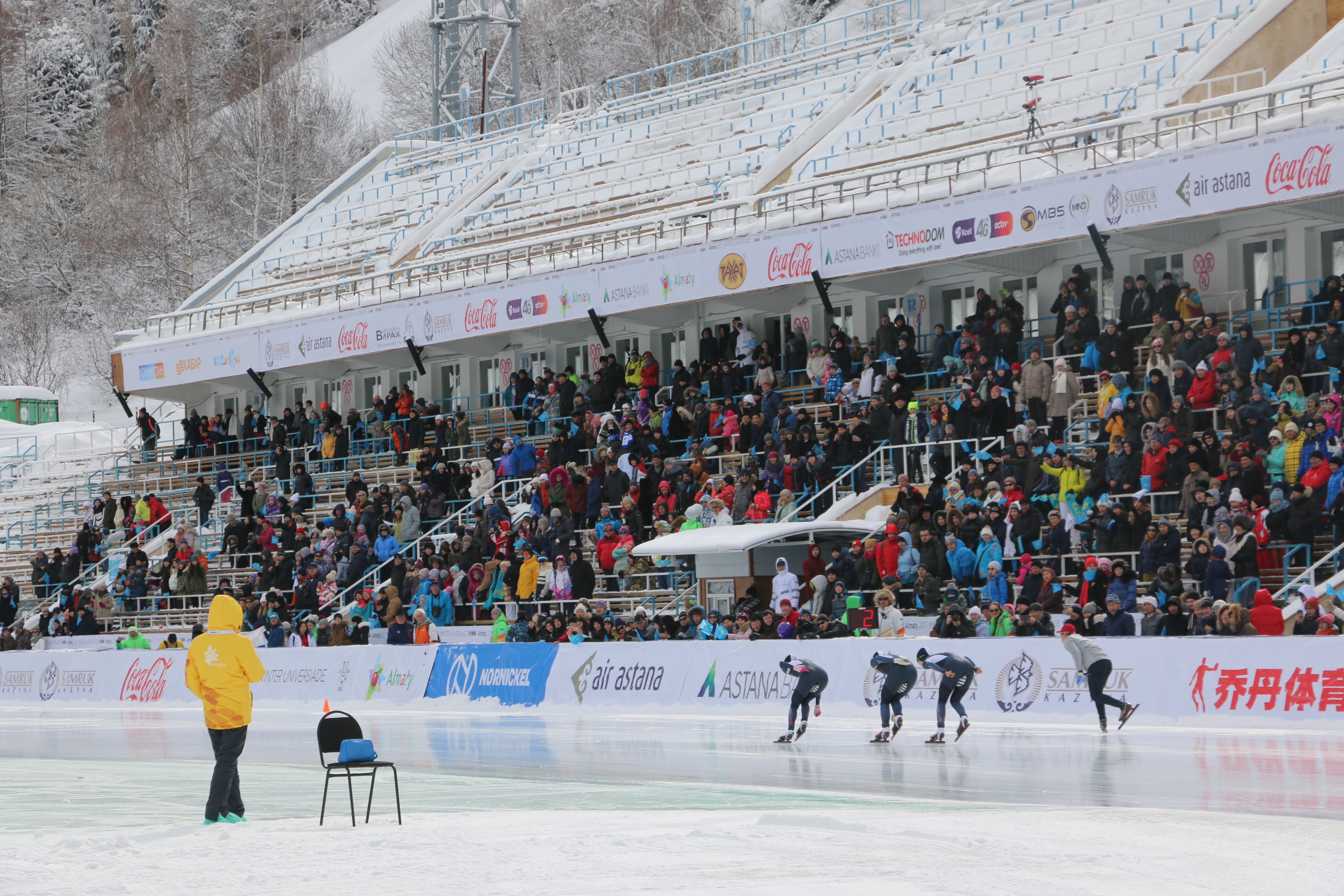
Le juge d'arrivée à l'intérieur de la piste pendant une course aux Universiades de 2017.

Toute compétition doit comporter au moins un arbitre, un arbitre assistant, un starter et son assistant, un juge à la ligne d'arrivée, un chronométreur en chef et quatre chronométreurs manuels ou un assistant chronométreur par chronomètre automatique, des compteurs de tours, quatre juges et leurs remplaçants. Pour les Jeux olympiques, on ajoute un expert technique de maintenance de la glace et un expert sportif aidant l'arbitre avec le tirage au sort et la préparation de la compétition. La compétition féminine et la compétition masculine doivent comporter deux ensembles de juges séparés.
L'arbitre décide des pénalités appliquées en dehors du départ des courses. Il définit les paires de coureurs et leur ordre de départ, donne des informations à l'ISU sur la qualité de la glace et rapporte les résultats de la compétition à l'ISU dans les trente jours qui la suivent. Il peut, si la qualité de la glace est trop mauvaise, empêcher la tenue d'une compétition ou demander son déplacement à une autre patinoire proche. Il peut faire le choix d'expulser tout patineur, entraîneur ou officiel de la compétition. Il peut aussi demander à faire recommencer une course. Avec l'accord d'un représentant de l'ISU, il peut mettre une compétition en pause en cas de comportement inadapté du public et interrompre une course en cas de risque de blessure pour un patineur. Il peut également reporter une compétition si la température ambiante est trop basse. Si un autre officiel est absent, il est autorisé à le remplacer.
Deux juges sont placés dans chaque virage et un juge observe la ligne droite où se situe l'arrivée de la course. S'ils observent des infractions au règlement de la compétition, ils doivent en informer l'arbitre. Le juge à l'arrivée est à l'extérieur de la piste, tandis que les juges en virage sont à l'intérieur de la piste, bien qu'il puisse y avoir des juges supplémentaires en bord extérieur de piste. Un dernier juge reste à l'intérieur de la piste et s'assure que les compétiteurs changent bien de couloir à chaque tour.
Le starter appelle les patineurs sur la ligne de départ en anglais. Ils sont sous son contrôle de leur montée sur la glace à la fin du premier virage de la course. Il peut utiliser du matériel identifiant automatiquement les faux départs. Le starter peut avoir un pistolet chargé de pétards ou un dispositif électronique qui fait un bruit similaire à celui d'un pistolet. Au moment du tir, il faut que le pistolet émette de la fumée ou un signal visuel clair pour d'éventuels malentendants. Le deuxième faux départ d'une course est éliminatoire.
Les compteurs de tours indiquent le nombre de tours restants aux patineurs. Une cloche ou un signal sonore électronique doit retentir au début du dernier tour de piste.

### Mesure du temps
La mesure du temps peut être manuelle ou automatique. En cas de mesure manuelle, il faut trois chronométreurs et leur responsable. En cas de mesure automatique, il faut un chronométreur récupérant le temps manuellement pour chaque dispositif automatique, afin de compenser un éventuel problème technique. Tout dispositif automatique doit être examiné chaque année et son certificat de conformité est présenté à l'arbitre avant toute compétition. Les temps sont mesurés au centième de seconde près. Si le calcul du temps est manuel et que deux montres ou plus donnent le même temps, c'est ce temps qui fait foi. Si toutes les montres affichent un temps différent, c'est le temps de la montre intermédiaire qui est retenu.

## Matériel

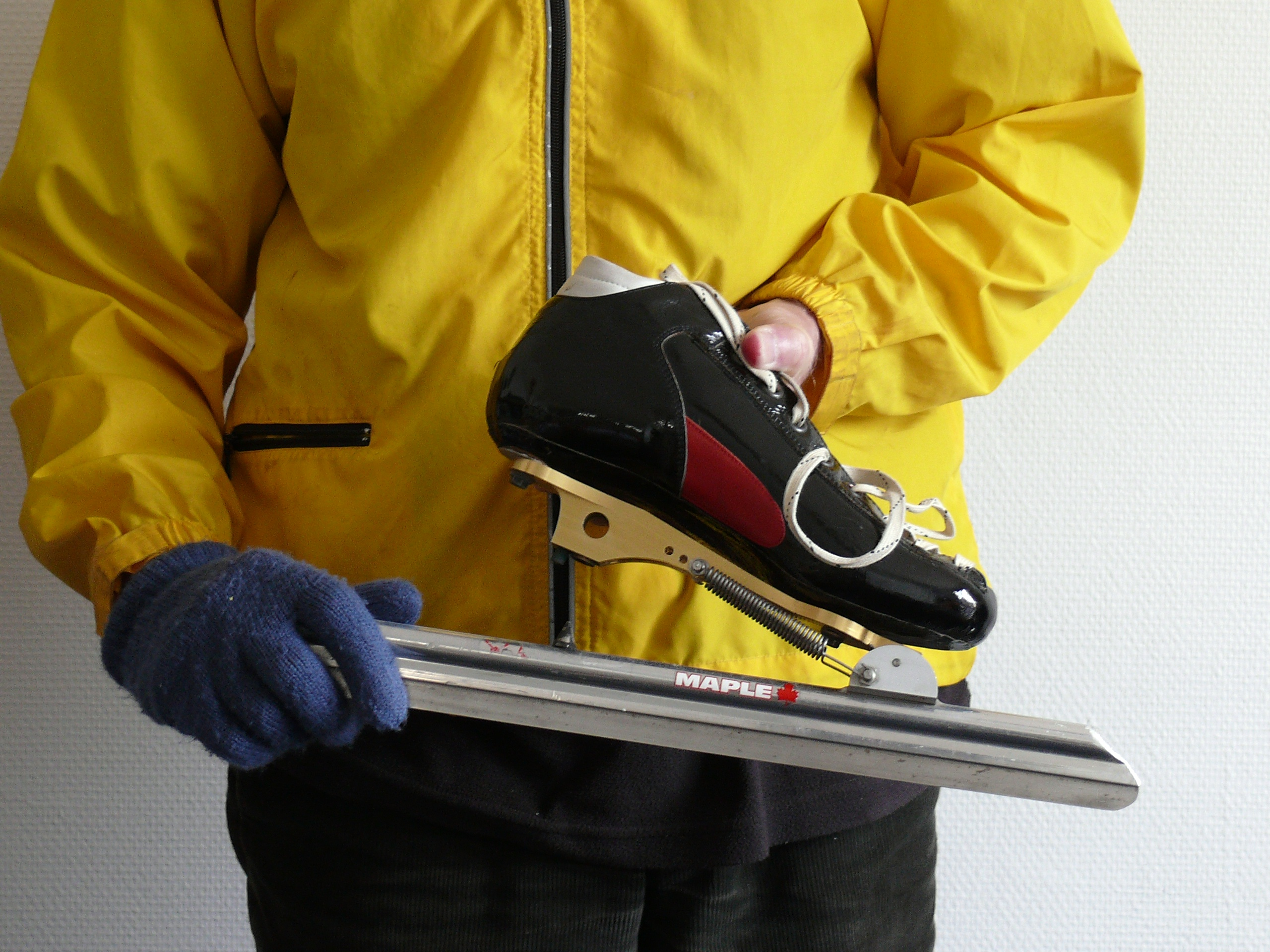
Un patin clap.

### Patins
Le patin est constitué d'une lame, d'un chausson et d'une attache permettant de joindre les deux éléments à l'avant du pied. Chaque patineur est autorisé à personnaliser l'attache permettant, par exemple, de tourner le pied par rapport à la lame. Il n'est cependant pas permis d'utiliser de l'énergie autre que celle de l'athlète, par exemple en chauffant les lames pour une meilleure glisse. Les lames sont faites en acier et mesurent entre 35 et 50 centimètres, selon le poids du patineur et ses préférences personnelles. Elles mesurent 1,1 mm de largeur. Elles sont très droites et très plates comparées à celles de hockey, de patinage artistique ou de patinage de vitesse sur piste courte, les virages étant très larges. Elles permettent d'aller plus rapidement, mais sont moins maniables. À haut niveau, chaque sportif a une paire de chaussons sur mesure avec une armature en fibre de carbone. Le talon est rigide mais le reste du patin est souple, souvent constitué de cuir. Les patins sont coupés sous la cheville pour permettre plus de liberté et les athlètes ne portent généralement pas de chaussettes dans leurs patins, pour une performance maximale.

### Combinaison

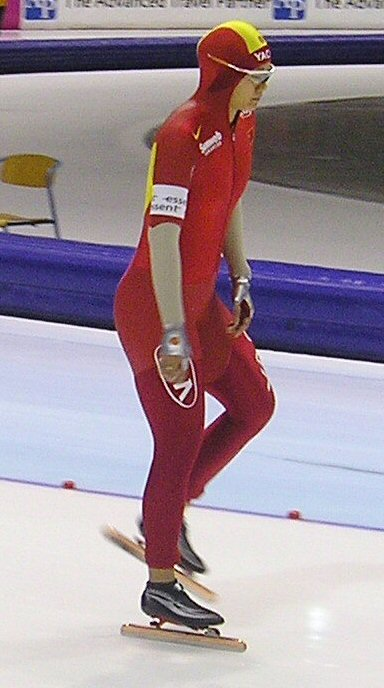
La Chinoise Ren Hui, dans sa combinaison et avec un brassard blanc, en 2006.

Une attention particulière est portée à la pénétration dans l'air. Les combinaisons sont moulantes et incluent une capuche et une accroche pour le pouce afin de réduire la prise au vent. Il est interdit d'ajouter des rembourrages à la combinaison qui doit épouser exactement les formes du corps du patineur.
Les patineurs sont autorisés à porter des protège-tibias et des protège-genoux à l'intérieur de la combinaison. À l'extérieur de la combinaison, ils sont autorisés à porter un casque de patinage de vitesse sur piste courte, un protège-cou et des gants. Ces protections servent le plus souvent aux courses en départ groupé, où le risque de chute est plus important qu'en course individuelle.

### Autres éléments de matériel
Les patineurs portent habituellement des lunettes de protection pour éviter que leurs yeux pleurent à cause du vent.
Pendant la course, chaque concurrent porte un brassard blanc ou rouge qui permet aux juges de l'identifier. La personne qui démarre sur le couloir intérieur porte du blanc, la personne qui démarre sur le couloir extérieur du rouge.
Pour aiguiser leurs patins, les patineurs doivent placer leurs patins sur un support qu'on nomme affûteur ou jig selon les régions et faire des aller-retours avec des pierres de diamants. Les pierres de diamants sont désignés par des couleurs selon à quel point ils grugent la lame, noire étant celle qui gruge le plus la lame et dorée est celle qui gruge le moins la lame.

## Grands noms de la discipline
Ireen Wüst est la patineuse la plus médaillée aux Jeux olympiques avec onze médailles, tandis que Sven Kramer est l'homme le plus médaillé avec neuf podiums. Lidia Skoblikova est la patineuse la plus titrée avec deux victoires en 1960 et trois victoires en 1964.
Haralds Silovs est le premier patineur à participer à deux épreuves le même jour, en patinage de vitesse et en patinage de vitesse sur piste courte. Jorien ter Mors est la première sportive à avoir obtenu des médailles en deux sports en une seule édition des Jeux olympiques d'hiver en 2018 : elle remporte l'or en patinage de vitesse et le bronze en patinage de vitesse sur piste courte.
Bonnie Blair est la première patineuse à remporter la même distance à trois olympiades consécutives (1994, 1998 et 2002).
Andrea Ehrig est la plus jeune médaillée olympique de la discipline, avec l'argent au 3 000 mètres en 1976 à l'âge de quinze ans et 68 jours.

## Performances
Les records du monde juniors ne peuvent être enregistrés que pendant des compétitions qui ne sont pas ouvertes aux seniors. Ils ne sont donc que rarement pris en compte. Tout athlète battant un record du monde doit passer un test antidopage dans la même journée pour que le record soit validé.
| Distance      | Hommes            | Hommes         | Femmes            | Femmes         |
| ------------- | ----------------- | -------------- | ----------------- | -------------- |
| 500 mètres    | Pavel Kulizhnikov | 33 s 61        | Lee Sang-Hwa      | 36 s 36        |
| 1 000 mètres  | Kjeld Nuis        | 1 min 06 s 18  | Brittany Bowe     | 1 min 11 s 61  |
| 1 500 mètres  | Kjeld Nuis        | 1 min 40 s 17  | Miho Takagi       | 1 min 49 s 83  |
| 3 000 mètres  | Eskil Ervik       | 3 min 37 s 28  | Martina Sáblíková | 3 min 52 s 02  |
| 5 000 mètres  | Ted-Jan Bloemen   | 6 min 01 s 86  | Martina Sáblíková | 6 min 42 s 01  |
| 10 000 mètres | Nils van der Poel | 12 min 30 s 74 | Martina Sáblíková | 13 min 48 s 33 |